# پست روسیه
پست روسیه (روسی: Почта России) شرکت دولتی پست روسیه است، که در سال ۲۰۰۲ تأسیس شد.

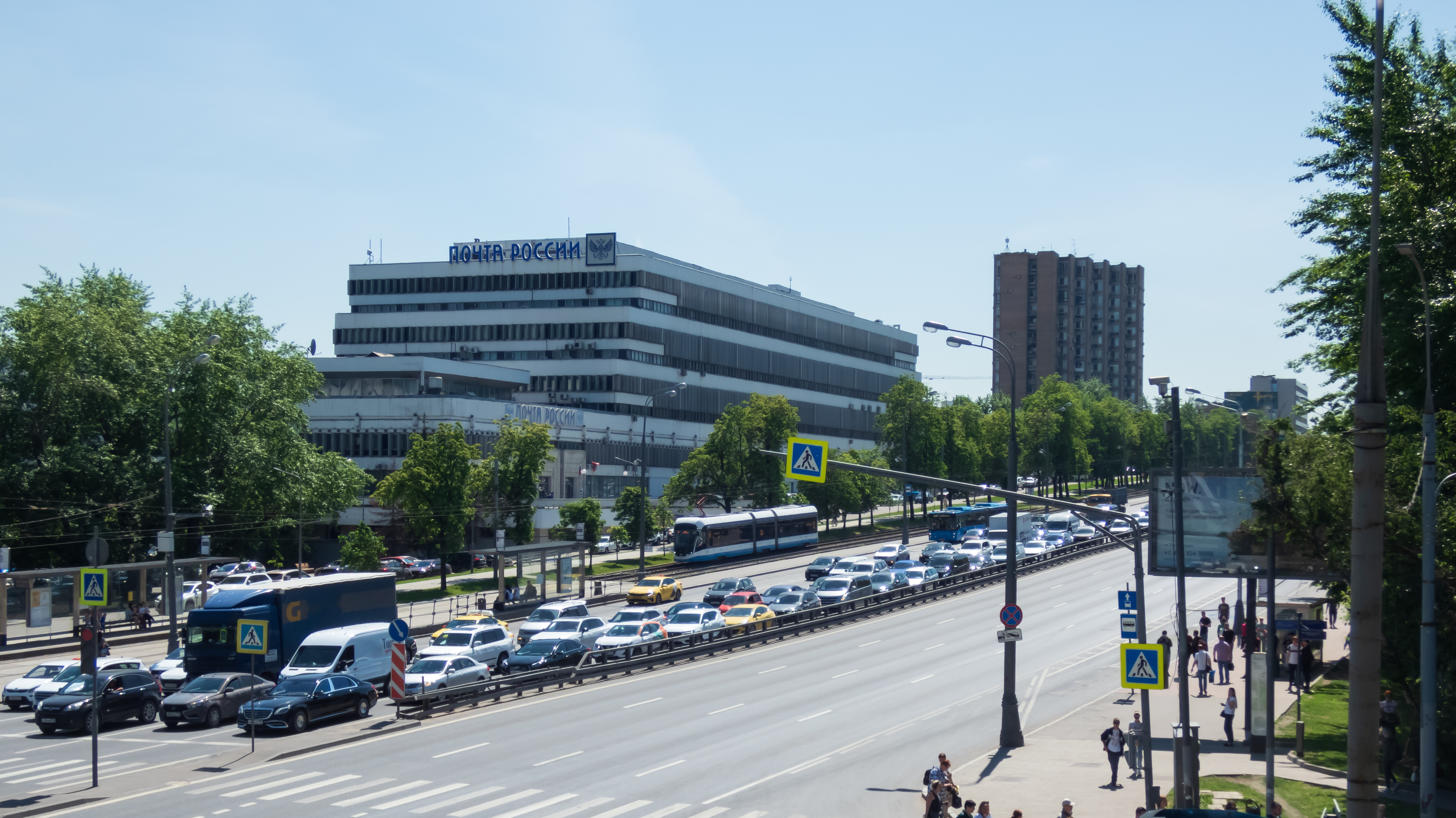
ساختمان اصلی پست روسی در مسکو